# Malina Ebert
Malina Ebert, eigentlich Monika Ebert (* 30. Juni 1978 in Poznań) ist eine polnische Schauspielerin.
Malina Ebert absolvierte ihre Schauspielausbildung an der Akademie für Darstellende Kunst in Ulm und an der Deutschen Schauspieler & Medienakademie Berlin. Sie war in einigen Rollen im Fernsehen zu sehen. Zwischen 2006 und 2009 gehörte sie dem Ensemble des Schauspiel Hannover an.

## Filmografie
- 2004: Der letzte Zeuge: Sandkastenliebe
- 2004: Inspektor Rolle: Herz in Not
- 2005: SOKO Leipzig: Der menschliche Faktor
- 2006: Abschnitt 40: Bomben
- 2007: Tatort: Schatten der Angst (Fernsehreihe)
- 2007: Irina Palm
- 2007: Birnbaum
- 2008: Polizeiruf 110: Eine Maria aus Stettin (Fernsehreihe)
- 2008: Die Gustloff
- 2012: In aller Freundschaft – Frohe Ostern überall
- 2012: Wo die Hunde mit dem Hintern bellen – Gdzie psy dupami szczekaja
- 2012: Mit geradem Rücken
- 2012: Es geht nichts verloren
- 2015: Spreewaldkrimi – Die Sturmnacht
- 2016: Wolfsland – Tief im Wald
- 2016: Die Geschwister
- 2017: Call The Boys – 4 Männer für gewisse Stunden (Pilotfolge)
- 2017: Großstadtrevier (Fernsehserie, Folge: Daniel in der Löwengrube)
- 2017: Ferien vom Leben (Fernsehfilm)
- 2018: Ein starkes Team – Tödlicher Seitensprung
- 2019: SOKO Hamburg: Der Lottokönig
- 2020: Schwartz & Schwartz – Wo der Tod wohnt
- 2021: Die Heiland – Wir sind Anwalt: Ausgeknockt!
- 2021: Die Jägerin – Nach eigenem Gesetz
- 2024: Die Zweiflers (Miniserie)
- 2025: Praxis mit Meerblick – Neun Leben

## Hörspiele
- 2014: Hermann Bohlen: Lebensabend in Übersee (Sha Ji Jing Hou – Ein Huhn schlachten, um die Affen einzuschüchtern) – Regie: Hermann Bohlen/Judith Lorentz (Hörspiel – WDR)